# 웨인 뉴턴
웨인 뉴턴(Wayne Newton, 1942년 4월 3일 ~ )은 미국의 가수 및 배우이다.